# Oggetti del sistema solare per dimensione

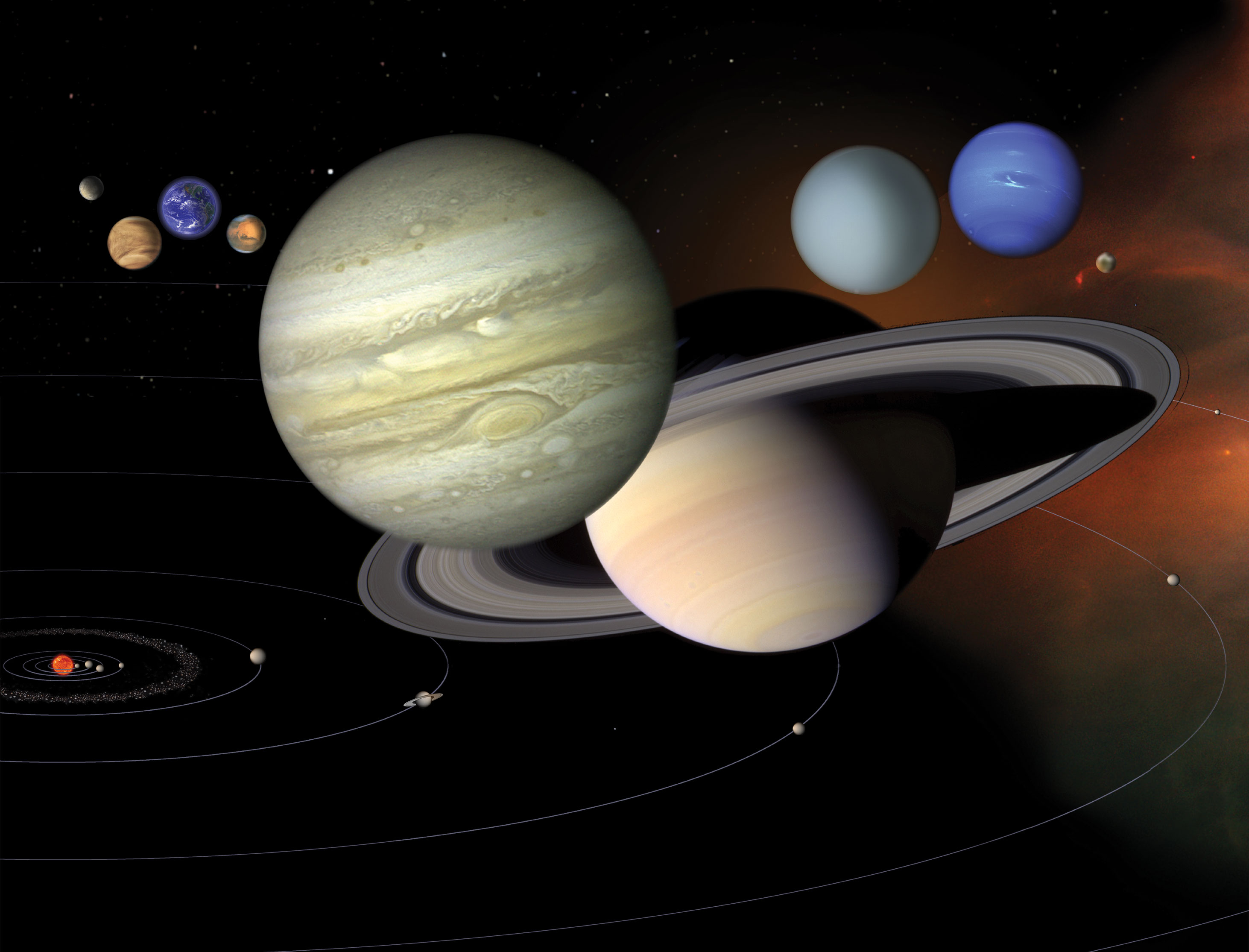
Gli oggetti maggiori del sistema solare.

Questa è una lista di oggetti del sistema solare per dimensioni. L'elenco è disposto in ordine decrescente partendo dall'oggetto con raggio maggiore. La lista contiene il Sole, i pianeti, i pianeti nani, molti dei più grandi corpi minori del sistema solare, i maggiori satelliti naturali dei pianeti e dei pianeti nani.
L'ordinamento può essere diverso ed è possibile ordinarlo anche secondo la massa, il volume, la densità o la gravità superficiale, questo perché alcuni oggetti sono più densi di altri, e possono essere più massicci nonostante le minori dimensioni. Ad esempio Urano è più grande di Nettuno, ma meno massiccio, e Ganimede e Titano, anche se più grandi di Mercurio, hanno meno della metà della sua massa. 
Ci possono essere difficoltà a stimare il diametro per gli oggetti al di là dell'orbita di Saturno. Di molti oggetti transnettuniani è incerta la massa, in quanto non c'è certezza assoluta circa la loro densità. Inoltre, se le dimensioni e le masse delle lune maggiori di Giove e Saturno sono ben note per via delle missioni che hanno studiato a fondo i loro sistemi, come la Cassini e la Galileo, alcuni parametri delle lune di Urano e Nettuno non sono ben chiari, perché le Voyager effettuarono solo un veloce fly-by e le lune esterne ad esempio di Urano restano in parte sconosciute. L'affidabilità dei dati non è quindi uniforme, corpi più vicini alla Terra o visitati da sonde spaziali hanno un grado di affidabilità nettamente maggiore rispetto ai piccoli corpi posti ai confini del sistema solare.

## Oggetti con raggio superiore a 400km
Un tempo si pensava che gli oggetti aventi un raggio al di sopra di questo valore fossero in equilibrio idrostatico, e avessero quindi raggiunto una forma quasi sferica, o sferoidale. Tuttavia ci si accorse che è molto più facile il raggiungimento dell'equilibrio idrostatico in corpi ghiacciati, come gli oggetti transnettuniani o della Fascia di Kuiper, piuttosto che in corpi rocciosi, come ad esempio gli asteroidi della fascia principale. Rea è comunque il corpo più piccolo sul quale sono state fatte misurazioni dettagliate ed esse sono coerenti con l'equilibrio idrostatico, mentre Giapeto è l'oggetto più grande che pare non essere in equilibrio.
I pianeti e i loro satelliti sono identificati con un colore diverso, per distinguerli dai corpi minori.
| Nome                 | Immagine | Raggio (km) | Raggio (R⊕) | Volume (109 km3) | Volume (V⊕) | Massa 1021 kg (ag) | Massa (M⊕) | Densità g/cm3 | Gravità superficiale (m/s2) | Gravità superficiale (⊕) | Categoria                 |
| -------------------- | -------- | ----------- | ----------- | ---------------- | ----------- | ------------------ | ---------- | ------------- | --------------------------- | ------------------------ | ------------------------- |
| Sole                 |          | 696 000     | 109         | 1 412 000 000    | 1 304 000   | 1 989 000 000      | 333 000    | 1,409         | 274                         | 28,02                    | Stella                    |
| Giove                |          | 69 912      | 10,97       | 1 431 280        | 1 321       | 1 898 600          | 317,83     | 1,33          | 24,79                       | 2,535                    | Pianeta (gigante gassoso) |
| Saturno              |          | 58 233      | 9.14        | 827 130          | 764         | 568 460            | 95,16      | 0,70          | 10,45                       | 1,06                     | Pianeta (gigante gassoso) |
| Urano                |          | 25 363      | 3,98        | 68 340           | 63,1        | 86 832             | 14,54      | 1,30          | 8,87                        | 0,90                     | Pianeta (gigante gassoso) |
| Nettuno              |          | 24 622      | 3.86        | 62 540           | 57,7        | 102 430            | 17,15      | 1,76          | 11,15                       | 1,140                    | Pianeta (gigante gassoso) |
| Terra                |          | 6 371       | 1           | 1083             | 1           | 5 974              | 1          | 5,515         | 9,78033                     | 0,99732                  | Pianeta (terrestre)       |
| Venere               |          | 6 052       | 0,95        | 928              | 0,857       | 4 868,5            | 0,815      | 5,24          | 8,87                        | 0,905                    | Pianeta (terrestre)       |
| Marte                |          | 3 389,5     | 0,532       | 163,2            | 0,151       | 641,85             | 0,107      | 3,94          | 3,7                         | 0,38                     | Pianeta (terrestre)       |
| Ganimede Giove III   |          | 2 634       | 0,413       | 76,3             | 0,07        | 148,2              | 0,025      | 1,94          | 1,43                        | 0,15                     | Satellite di Giove        |
| Titano Saturno VI    |          | 2 576       | 0,404       | 71,52            | 0,066       | 134,5              | 0,0225     | 1,88          | 1,354                       | 0,14                     | Satellite di Saturno      |
| Mercurio             |          | 2 440       | 0,383       | 60,83            | 0,0562      | 330,2              | 0,0553     | 5,43          | 3,7                         | 0.38                     | Pianeta (terrestre)       |
| Callisto Giove IV    |          | 2 410       | 0,38        | 58,65            | 0,054       | 107,6              | 0,018      | 1,83          | 1,23603                     | 0,126                    | Satellite di Giove        |
| Io Giove I           |          | 1 821,6     | 0,286       | 25,32            | 0,0234      | 89,3               | 0,015      | 3,528         | 1,797                       | 0,183                    | Satellite di Giove        |
| Luna Terra I         |          | 1 737,1     | 0,273       | 21,958           | 0,0203      | 73,5               | 0,0123     | 3,3464        | 1,625                       | 0,166                    | Satellite della Terra     |
| Europa Giove II      |          | 1 560,8     | 0,245       | 15,93            | 0,0147      | 48                 | 0,00803    | 3,01          | 1,316                       | 0,134                    | Satellite di Giove        |
| Tritone Nettuno I    |          | 1 353,4     | 0,212       | 10,38            | 0,01        | 21,5               | 0,0036     | 2,061         | 0,782                       | 0,0797                   | Satellite di Nettuno      |
| Plutone 134340       |          | 1 184       | 0.185       | 7                | 0,0066      | 13,105             | 0,0022     | 2,0           | 0,61                        | 0,062                    | Pianeta nano              |
| Eris 136199          |          | 1 163       | 0,182       | 7                | 0,007       | 16,7               | 0,0027     | 2,5           | 0,66                        | 0,0677                   | Pianeta nano              |
| Titania Urano III    |          | 788,4       | 0,124       | 2,06             | 0,0019      | 3,526              | 0,00059    | 1,72          | 0,378                       | 0,0385                   | Satellite di Urano        |
| Rea Saturno V        |          | 764         | 0,12        | 1,87             | 0,0017      | 2,3166             | 0,00039    | 1,23          | 0,26                        | 0,027                    | Satellite di Saturno      |
| Oberon Urano IV      |          | 761         | 0,12        | 1,85             | 0,0017      | 3,014              | 0,0005     | 1,63          | 0,347                       | 0,035                    | Satellite di Urano        |
| Giapeto Saturno VIII |          | 735         | 0,113       | 1,55             | 0,0014      | 1,9739             | 0,00033    | 1,08          | 0,223                       | 0,0227                   | Satellite di Saturno      |
| Makemake 136472      |          | 715,7       |             | 1,7              |             | 3                  | 0,00067    | 1,7           |                             |                          | Pianeta nano KBO          |
| Haumea 136108        |          | 715         | 0,117       | 1,3–1.6          | 0,001       | 4,006              | 0,00069    | 2,55          | 0,44                        | 0,045                    | Pianeta nano KBO          |
| Gonggong             |          | 640         | 0,1         | 1,098            | 0,001       |                    |            |               |                             |                          | SDO                       |
| Caronte Plutone I    |          | 604         | 0,095       | 0,87             | 0,0008      | 1,52               | 0,00025    | 1,65          | 0,279                       | 0,028                    | Satelliti di Plutone      |
| Umbriel Urano II     |          | 585         | 0,092       | 0,84             | 0,0008      | 1,2                | 0,00020    | 1,4           | 0,234                       | 0,024                    | Satelliti di Urano        |
| Ariel Urano I        |          | 579         | 0,091       | 0,81             | 0,0008      | 1,35               | 0,00022    | 1,67          | 0,269                       | 0,027                    | Satelliti di Urano        |
| Dione Saturno IV     |          | 561         | 0,088       | 0,73             | 0,0007      | 1,096              | 0,000183   | 1,48          | 0,232                       | 0,0236                   | Satellite di Saturno      |
| 50000 Quaoar         |          | 555         |             |                  |             | 1,6                | 0,0003     | 2,0           | 0,125                       |                          | KBO, Cubewano             |
| Teti Saturno III     |          | 531         | 0,083       | 0,624            | 0,0006      | 0,6173             | 0,000103   | 0,984         | 0,145                       | 0,015                    | Satellite di Saturno      |
| Sedna 90377          |          | 501         | 0,08        |                  |             |                    |            |               |                             |                          | Oggetto transnettuniano   |
| Cerere 1             |          | 476         | 0,076       | 0,437            | 0,0004      | 0,95               | 0,000159   | 2,08          | 0,27                        | 0,0275                   | Pianeta nano, asteroide   |
| OrcoRA 90482         |          | 460         | 0,06        | 0,23             | 0,0002      |                    |            | 2,47          |                             |                          | KBO, plutino, binario     |
| Salacia 120347       |          | 430         | 0,07        |                  |             | 0,45               |            | 1,16          | 0,147                       |                          | KBO, binario              |

## Oggetti con raggio compreso tra 200 e 400km
La maggior parte degli oggetti aventi questa grandezza dovrebbero essere sferici. Tutti i satelliti, eccetto Proteo, sono quasi sferici. L'asteroide 10 Hygiea lo è, mentre Pallade e Vesta sono al limite, con alcune irregolarità. Se la dimensione stimata è corretta, anche gli oggetti ghiacciati come i TNO e KBO dovrebbero essere sferici.
| Oggetto                    | Immagine | Raggio (km)     | Raggio (R⊕) | Volume (109 km3) | Volume (V⊕) | Massa 1021 kg (Yg) | Massa (M⊕) | Densità g/cm3 | Gravità superficiale (m/s2) | Gravità superficiale (⊕) | Categoria             |
| -------------------------- | -------- | --------------- | ----------- | ---------------- | ----------- | ------------------ | ---------- | ------------- | --------------------------- | ------------------------ | --------------------- |
| 307261 Máni                |          | 398             | 0,07        |                  |             |                    |            |               |                             |                          | KBO                   |
| 55565 Aya                  |          | 380 ± 20        | 0,06        | 0,207            | 0,00019     | 0,414              | 0,000069   |               | 0,206                       | 0,0211                   | KBO                   |
| 208996 Achlys 208996       |          | 360 ± 30        | 0,06        |                  |             |                    |            |               |                             |                          | KBO, Plutino, binario |
| 2004 GV9 90568             |          | 340 ± 40        | 0,0531      | 0,162            | 0,00015     | 0,325              | 0,0000534  |               | 0,19                        | 0,0194                   | KBO                   |
| Varda 174567               |          | 350 ± 40        | 0,06        | 0,22             | 0,0002      | 0,616              | 0,0001     |               | 0,228                       | 0,02                     | KBO, binario          |
| (202421) 2005 UQ513 202421 |          | 250 ± 40        | 0,06        | 0,22             | 0,0002      | 0,886P             | 0,0001     |               | 0,278                       | 0,0284                   | KBO, cubewano         |
| Dysnomia Eris I            |          | 340 ± 30        |             |                  |             |                    |            |               |                             |                          | Satellite di Eris     |
| 145452 Ritona 145452       |          | 340 ± 40        | 0,0573      | 0,2036           | 0,00019     | 0,407P             | 0,000068   |               | 0,205                       | 0,02096                  | KBO                   |
| 2002 UX25 55637            |          | 350 ± 10        |             |                  |             |                    |            | 0,82          |                             |                          | KBO, binario          |
| Issione 28978              |          | 320 ± 120       |             |                  |             |                    |            |               |                             |                          | KBO, Plutino          |
| 2006 QH181                 |          | 200–500         | 00,6        | 0,233            | 0,000215    | 0,467P             | 0,00008    |               | 0,214                       | 0,022                    | SDO                   |
| (278361) 2007 JJ43 278361  |          | ca. 300         |             |                  |             |                    |            |               |                             |                          | TNO                   |
| Chaos 19521                |          | 300 ± 70        | 0,0585      | 0,216            | 0,0002      | 0,4328P            | 0,00007    |               | 0,209                       | 0,021                    | KBO, Cubewano         |
| 2007 UK126 229762          |          | 300 ± 40        |             |                  |             |                    |            |               |                             |                          | SDO                   |
| 2010 KZ39                  |          | 200–500         |             |                  |             |                    |            |               |                             |                          | TNO                   |
| 2004 XA192 230965          |          | 170 ± 60        | 0,055       | 0,177            | 0,00016     | 0,354              | 0,000059   |               | 0,195                       | 0,02                     | TNO                   |
| 2010 RF43                  |          | ca. 300         |             |                  |             |                    |            |               |                             |                          | SDO                   |
| 2002 TC302 84522           |          | 290 ± 50        |             |                  |             |                    |            |               |                             |                          | TNO                   |
| 2005 RM43 145451           |          | ca. 300         | 0,0455      | 0,102            | 0,00009     | 0,2P               | 0,000034   |               | 0,159                       | 0,016                    | KBO                   |
| 2004 XR190 612911          |          | 200–400         | 0,059       | 0,221            | 0,0002      | 0,4416P            | 0,00007    |               | 0,21                        | 0,0215                   | SDO                   |
| 2004 NT33                  |          | 210 ± 40        | 0,043       | 0,089            | 0,000082    | 0,178P             | 0,000029   |               | 0,155                       | 0,0158                   | KBO                   |
| 2001 UR163 42301           |          | ca. 300         | 0,05        | 0,134            | 0,00012     | 0,269P             | 0,000045   |               | 0,178                       | 0,018                    | SDO                   |
| 2003 UZ413                 |          | 200–400         | 0,048       | 0,116            | 0,00012     | 0,33P              | 0,000055   |               | 0,241                       | 0,0246                   | KBO, Plutino          |
| 2004 TY364 120348          |          | ca. 300         | 0,043       | 0,089            | 0,000082    | 0,178P             | 0,000029   |               | 0,155                       | 0,0158                   | KBO                   |
| 2010 VK201                 |          | ca. 300         |             |                  |             |                    |            |               |                             |                          | KBO, Cubewano         |
| 2008 ST291                 |          | 200–400         |             |                  |             |                    |            |               |                             |                          | SDO                   |
| 2010 RE64 523639           |          | 200–400         |             |                  |             |                    |            |               |                             |                          | KBO                   |
| 2010 FX86                  |          | 120–300         |             |                  |             |                    |            |               |                             |                          | KBO, Cubewano         |
| 2002 XV93 612533           |          | 280 ± 10        |             |                  |             |                    |            |               |                             |                          | KBO, Plutino          |
| 2 Pallas                   |          | 270 ± 10        |             |                  |             | 0,211              | 0,0000353  | 2,8           | 0,19                        | 0,02                     | Asteroide             |
| 4 Vesta                    |          | 262,7           |             |                  |             | 0,259076           |            | 3,456         | 0,252                       |                          | Asteroide             |
| 2003 VS2 84922             |          | 260 ± 20        |             |                  |             |                    |            |               |                             |                          | KBO, Plutino          |
| 2012 VP113                 |          | 225–330         |             |                  |             |                    |            |               |                             |                          | TNO                   |
| 2003 QX113                 |          | ca. 250         | 0,036       | 0,051            | 0,00005     | 0,102P             | 0,000017   |               | 0,129                       | 0,013                    | SDO                   |
| Encelado Saturno II        |          | 252,1           | 0,039       | 0,067            | 0,00006     | 0,108              | 0,0000181  | 1,61          | 0,111                       | 0,0113                   | Satellite di Saturno  |
| 20000 Varuna               |          | ca. 250 (o più) | 0,049       | 0,125            | 0,000115    | 0,37               | 6,2E-5     | 0,992         | 0,258                       | 0,028                    | KBO                   |
| 2004 PF115 175113          |          | 200 ± 50        |             |                  |             |                    |            |               |                             |                          | KBO, Plutino          |
| 2010 TY53 523643           |          | ?               |             |                  |             |                    |            |               |                             |                          | centauro              |
| 2011 GM27                  |          | ?               |             |                  |             |                    |            |               |                             |                          | SDO                   |
| 2006 HH123                 |          | ?               | 0,031       | 0,0335           | 0,000011    | 0,067P             | 0,000011   |               | 0,112                       | 0,011                    | centauro              |
| 2010 TJ                    |          | ?               |             |                  |             |                    |            |               |                             |                          | SDO                   |
| 2010 VZ98                  |          | ?               |             |                  |             |                    |            |               |                             |                          | SDO                   |
| 2011 FW62                  |          | ?               |             |                  |             |                    |            |               |                             |                          | Cubewano              |
| Miranda Urano V            |          | 235,8           | 0,037       | 0,055            | 0,00005     | 0,0659             | 0,000011   | 1.20          | 0,0791                      | 0,00806                  | Satellite di Urano    |
| Dziewanna 471143           |          | 240 ± 70        |             |                  |             |                    |            |               |                             |                          | SDO                   |
| 2005 TB190 145480          |          | 230 ± 30        |             |                  |             |                    |            |               |                             |                          | TNO                   |
| 1999 DE9 26375             |          | 230 ± 20        | 0,036       | 0,051            | 0,000047    | 0,1026P            | 0,000017   |               | 0,129                       | 0,013                    | KBO                   |
| 2003 FY128 120132          |          | 230 ± 10        |             |                  |             |                    |            |               |                             |                          | SDO                   |
| 1998 SN165 35671           |          | 200 ± 20        | 0,036       | 0,05             | 0,000046    | 0,1P               | 0,000017   |               | 0,128                       | 0,013                    | KBO                   |
| 2002 KX14 119951           |          |                 |             |                  |             |                    |            |               |                             |                          | KBO                   |
| 2000 YW134 82075           |          | ca. 200         | 0,039       | 0,065            | 0,0006      | 0,3P               | 0,000022   |               | 0,139                       | 0,014                    | SDO                   |
| 2002 VR128 84719           |          | 220 ± 20        |             |                  |             |                    |            |               |                             |                          | KBO, Plutino          |
| 2002 WC19 119979           |          | ?               | 0,0315      | 0,034            | 0,00003     | 0,0675P            | 0,000011   |               | 0,113                       | 0,0115                   | KBO, binario          |
| Huya 38628                 |          | 229 ± 5         |             |                  |             |                    |            |               |                             |                          | KBO, Plutino          |
| 10 Hygiea$                 |          | 215 ± 4         |             |                  |             |                    |            |               |                             |                          | Asteroide             |
| 1999 CD158 469306          |          | ca. 210         | 0,0345      | 0,0446           | 0,00004     | 0,089P             | 0,000014   |               | 0,123                       | 0,0126                   | KBO                   |
| Proteo Nettuno VIII        |          | 210 ± 7         | 0,033       | 0,038            | 0,000035    | 0,050              | 0,00000844 | 1,3           | 0,0666                      | 0,00678                  | Satellite di Nettuno  |
| (303775) 2005 QU182 303775 |          | 210 ± 40        |             |                  |             |                    |            |               |                             |                          | SDO                   |
| 2001 QF298 469372          |          | 200 ± 20        |             |                  |             |                    |            |               |                             |                          | KBO, Plutino          |
| 1996 GQ21 26181            |          | ca. 200         | 0,031       | 0,0335           | 0,000011    | 0,067P             | 0,000011   |               | 0,112                       | 0,011                    | SDO                   |

## Oggetti con raggio compreso tra 100 e 200km
Oggetti con raggi compresi tra 100 e 200 km sono in gran parte irregolari, anche se i più grandi hanno forma sferica. Questa terza lista non è completa, mancano infatti molti oggetti transnettuniani poco conosciuti.
| Oggetto              | Immagine | Raggio (km) | Massa 1018 kg (Zg) | Categoria                   |
| -------------------- | -------- | ----------- | ------------------ | --------------------------- |
| Mimas Saturno I      |          | 198,2       | 37,5               | Satellite di Saturno        |
| Hiʻiaka Haumea I     |          | ca. 200     | 20                 | Satellite di Haumea         |
| Vanth Orco I         |          | 140?        |                    | Satellite di Orco           |
| Interamnia 704       |          | 163         | 37                 | Asteroide                   |
| Nereide Nettuno II   |          | 170 ± 30    | 31                 | Satellite di Nettuno        |
| Altjira 148780       |          | 60–100      |                    | TNO, cubewano               |
| Davida 511           |          | 145 ± 10    | 43,8               | Asteroide                   |
| Actaea Salacia I     |          | 140 ± 10    |                    | Satellite di 120347 Salacia |
| 52 Europa 52         |          | 158 ± 4     | 16,5               | Asteroide                   |
| Eunomia$ 15          |          | 134 ± 7     | 31,2               | Asteroide                   |
| Silvia 87            |          | 143 ± 5     | 14,78              | Asteroide, trinario         |
| Cibele 65            |          | 136 ± 6     | 17,8               | Asteroide                   |
| Giunone 3            |          | 129 ± 3     | 26,7               | Asteroide                   |
| Iperione Saturno VII |          | 133 ± 5     | 5,58               | Satellite di Saturno        |
| Camilla 107          |          | 129 ± 7     | 11,2               | Asteroide binario           |
| Eufrosine 31         |          | 128 ± 3     | 6,23               | Asteroide                   |
| Chariklo 10199       |          | 124 ± 9     |                    | centauro                    |
| Sila 79360           |          | 120 ± 90    | 11                 | KBO, binario                |
| BambergaM 324        |          | 117 ± 4     | 10                 | Asteroide                   |
| Tisbe $ 88           |          | 113 ± 6     | 10,6               | Asteroide                   |
| Nunam 79360          |          | 110 ± 50?   |                    | Compagno di Sila            |
| Patientia 451        |          | 117 ± 5     |                    | Asteroide                   |
| Fortuna 19           |          | 104 ± 6     | 12,7               | Asteroide                   |
| Herculina 532        |          | 111 ± 2     |                    | Asteroide                   |
| Doris 48             |          | 111 ± 4     | 17                 | Asteroidi                   |
| Chirone 2060         |          | 116 ± 7     | 10                 | Centauro                    |
| Febe Saturno IX      |          | 106,5       | 8,29               | Satellite di Saturno        |
| Anfitrite 29         |          | 106 ± 3     | 11,8               | Asteroide                   |
| Deucalione 53311     |          | ca. 105     |                    | TNO, cubewano               |
| Temi M 24            |          | 100 ±10     | 11,3               | Asteroide                   |
| DiotimaA 423         |          | 104 ± 3     | 16                 | Asteroide                   |
| EgeriaM 13           |          | 104 ± 4     | 16,3               | Asteroide                   |
| Bienor 54598         |          | 105 ± 15    |                    | Centauro                    |
| Aurora 94            |          | 102 ± 2     |                    | Asteroide                   |
| Ettore 624           |          | 113 ± 8     | 14                 | Asteroide binario           |
| Radamanto 38083      |          | 40–140      |                    | KBO                         |